# フルシトシン
フルシトシンは5-フルオロシトシン(5-FC)とも知られる抗真菌薬である。具体的にはアムホテリシンBと併用され、重度のカンジダ 感染症とクリプトコッカス症の治療に用いられる。単体またはその他の抗真菌薬と併用し黒色分芽菌症の治療に使用されることもある。フルシトシンの投与法は経口または静脈点滴である。
よくある副作用は骨髄抑制、食欲不振、下痢、嘔吐、精神病である。まれに、アナフィラキシーや他のアレルギー反応を引き起こすことがある。妊娠中の患者への投与による胎児の安全性は不確かである。フルシトシンはフッ素化ピリミジンアナログに属する医薬品である。その作用は真菌細胞内でフルオロウラシルとなり、真菌のタンパク質合成を阻害することにより効果がある。
フルシトシンが最初に製造されたのは1957年である。世界保健機関の必須医薬品リストに掲載されている最も効果的で安全な医療制度に必要とされる医薬品である。2016年の1日分の服薬の値段はアメリカでは2,000米ドルであるのに比べ、イギリスでは約22米ドルである。多くの開発途上国では入手できない。